# Uderns
Uderns är en ort och kommun i distriktet Schwaz i förbundslandet Tyrolen i Österrike.
Kommunen består av tre orter (Ortschaften) (inom parentes invånarantal 1 januari 2024):
- Finsing (947)
- Kleinboden (105)
- Uderns (895)